# Литвиненко, Дмитрий Сергеевич (1987)
Дмитрий Сергеевич Литвиненко (род. 16 апреля 1987, Гуляйполе, Запорожская область) — украинский вратарь, игрок в футзал. Игрок чешского "ЭРА-ПАК"

## Биография

### Детский и юношеский футзал
Дмитрий Литвиненко родился в городе Гуляйполе в 1987 году.
После просмотра матчей чемпионата мира по футболу 1998 увлёкся футболом и начал с вратарской позиции. В летнее время занимался футболом, а зимой — мини-футболом. После приглашения в запорожский футзальный клуб «Темп-ЗАЭС» (Энергодар), выступавший в юношеском чемпионате Украины, решил сосредоточиться на футзале. В это же время познакомился с Евгением Рывкиным, тренером ДЮСШ «Локомотив», с которым через несколько лет начнёт многолетнюю совместную работу.

### Чемпионат и кубок Украины
Из «Темп-ЗАЭС» Литвиненко попадает в харьковский «Универ-Харьков», в котором проводит три сезона в высшей лиге чемпионата страны. После распада «Универ-Харьков» в 2007 году, Дмитрий Литвиненко переходит в харьковский «Локомотив», в котором выступает уже более 10 лет под руководством Евгения Рывкина.

### Международные турниры
Дебютировал в национальной сборной Украины 1 марта 2007 в матче против Андорры в рамках отборочного турнира к чемпионату Европы. Игра закончилась со счётом 9:2 в пользу сборной Украины. Всего в турнирах ФИФА провёл 45 матчей за различные сборные Украины.
В 2008 в составе сборной U-21 Литвиненко завоевал путёвку на первый официальный молодёжный чемпионат Европы, проходивший в Санкт-Петербурге. В полуфинале сборная Украины проиграла хозяевам турнира. Тем не менее, в символическую сборную турнира попали украинцы Дмитрий Клочко и Дмитрий Литвиненко.
В составе студенческой сборной Украины Литвиненко завоёвывает серебряные медали чемпионата мира 2008 года, проходящего в Словении. В 2010 году Литвиненко занимает со студенческой сборной четвёртое место на чемпионате мира. 2012 год приносит студенческой сборной Украины победу на чемпионате мира среди студентов. Дмитрий Литвиненко признаётся лучшим игроком турнира.
В международных клубных турнирах дебютировал 2 октября 2013 года, сыграв в основном раунде Кубка УЕФА по футзалу в составе «Локомотива» против «Тулпара».
В 2017 году после расформирования "МФК Локомотив" как свободный агент перешёл в чешскую команду "ЭРА-ПАК"

## Достижения
Локомотив (Харьков)
- Победитель Кубка Украины по мини-футболу (2009, 2016).
- Чемпион Украины по мини-футболу (2013, 2014, 2015),
 серебряный призёр (2012, 2016),
 бронзовый призёр (2011).
- Обладатель Суперкубка Украины по мини-футболу (2013, 2014).

Сборная Украины по мини-футболу среди студентов
- 1 место на чемпионате мира — 2012 год
- 2 место на чемпионате мира — 2008 год

Молодёжная сборная Украины
- 3 место на чемпионате Европы — 2008 год